# Сорока іберійська
Соро́ка іберійська (Cyanopica cooki) — вид горобцеподібних птахів родини воронових (Corvidae). Ендемік Піренейського півострова.

## Назва
Вид названо на честь англійського натураліста Семюеля Едварда Кука (1787—1856), який зібрав типові зразки птаха.

## Поширення
Вид поширений в Іспанії (за винятком північних і східних регіонів), а також у східній і південній Португалії. Ареал цього виду представлений середземноморськими чагарниками з наявністю відкритих трав'янистих і чагарникових ділянок: іберійська сорока також поселяється в оливкових гаях, плантаціях коркового дуба, а іноді в садах і парках.

## Опис
Птах завдовжки 34—36 см, вагою 65—76 г. Це птахи середнього розміру, міцні та стрункі на вигляд з квадратною та подовженою головою, сильним та загостреним конічним дзьобом, сильними ногами, пальчастими крилами та хвостом, який приблизно такий же завдовжки, як тіло. Голова має чорну шапку, що покриває чоло, тім’я, потилицю та щоки, тоді як горло та верхня частина грудей білі. Такого ж кольору підхвістя, решта грудей і черево сіро-рожевого кольору. Спина і крила попелясто-сірі, останні з блакитними відтінками, такого ж кольору хвіст, який має чорнувато-коричневий нижній бік. Дзьоб і ноги чорнуваті, а очі темно-коричневі з тонким неопереним і чорнуватим навколоочним кільцем.

## Спосіб життя
Птах із денним способом життя, який, окрім репродуктивного періоду, живе групами, які також досить чисельні (часто більше двадцяти особин). Всеїдний. Раціон складається здебільшого з комах (особливо жуків і гусениць) та інших дрібних безхребетних, а також жолудів , оливок і ягід. Інколи поїдає яйця, пташенят, ящірки, миші, дрібні фрукти, кедрові горіхи та зерна залежно від наявності.
Це моногамні птахи, чиї пари тривають роками. Під час шлюбного сезону (який охоплює квітень і травень, але починається пізніше у високогірних районах і триває до червня), пари, як правило, ізолюються від зграї, до яких вони належать, гніздяться невеликими колоніями і возз’єднуються з іншими членами групи лише під час пошуку їжі. Чашоподібне гніздо будують обидва партнери з переплетених гілок і рослинних волокон на гілці дерева. У кладці 6—8 яєць, які висиджує самиця. Інкубація триває 15 днів. Самець в цей час охороняє гніздо. Пташенята вилітають з гнізда через три тижні після вилуплення, але залишаються з батьками ще впродовж трьох тижнів.